# 욕망의 독: 중독
"욕망의 독: 중독"은 2014년에 개봉한 대한민국의 영화이다.

## 캐스팅
- 홍경인 : 준상 역
- 김선영 : 지수 역
- 이정우 : 경철 역
- 박세진 : 혜란 역
- 이설구 : 김 형사 역
- 양주아 : 소원 역
- 강승범 : 건우 역
- 윤지아 : 윤 간호사 역
- 임미주 : 중간지수 역
- 남동현 : 중간경철 역
- 유영준 : 중간지훈 역
- 박재훈 : 환자 1 역 (특별출연)
- 이유진 : 환자 2 역 (특별출연)
- 지대한 : 환자 3 역 (특별출연)
- 춘자 : 환자 4 역 (특별출연)